# Valentin Badea
Valentin Vasile Badea (n. 23 de octubre de 1982 en Alexandria) es un exfutbolista rumano. Jugaba como delantero, tenía un tiro muy poderoso y es bastante técnico. Su último club para el que jugó fue el FC UTA Arad de la Liga II.

## Su carrera
Antes de unirse en 2006 al Steaua, jugó por los clubes Rulmentul Alexandria, Jiul Petroşani y FC Vaslui. 
Fue descubierto por Ioan Sdrobiş cuando jugaba para el Rulmentul Alexandria en la tercera división del fútbol rumano, donde Badea era el goleador del equipo. Sdrobiş lo llevó al Jiul Petroşani y luego al FC Vaslui donde fue su entrenador.
El 23 de agosto de 2006 anotó dos goles en el partido contra el Standard Liège, en la tercera ronda clasificatoria para la UEFA Champions League, goles que enviaron al Steaua a la fase de grupos, situación que no ocurría hace diez años.
Jugó por el FC Braşov de su país entre 2010 y 2011.

## Clubes
| Club                 | País                   | Año         |
| -------------------- | ---------------------- | ----------- |
| Rulmentul Alexandria | Rumania                | 2000        |
| Jiul Petroşani       | Rumania                | 2001-2002   |
| FC Vaslui            | Rumania                | 2002-2006   |
| Steaua Bucarest      | Rumania                | 2006-2008   |
| Panserraikos         | Grecia                 | 2008        |
| Steaua Bucarest      | Rumania                | 2009        |
| U Craiova            | Rumania                | 2009        |
| Politehnica Iaşi     | Rumania                | 2010        |
| FC Braşov            | Rumania                | 2010 - 2011 |
| Al Ain               | Emiratos Árabes Unidos | 2011        |